# ブライアン・ギネス (第2代モイン男爵)
第2代モイン男爵ブライアン・ウォルター・ギネス（英語: Bryan Walter Guinness, 2nd Baron Moyne、1905年10月27日 - 1992年7月6日）は、イギリスの実業家、貴族。

## 経歴
1905年10月27日にギネス経営者初代アイヴァー伯爵エドワード・ギネスの三男ウォルター・ギネス(後の初代モイン男爵)とその妻イヴリン（第14代バカン伯爵シプリー・アースキンの娘）の長男として生まれる。
子供の頃は小児麻痺を患った。イートン校を経てオックスフォード大学クライスト・チャーチへ進学した。
1928年春にリーズデイル男爵家のミットフォード姉妹の一人ダイアナ・ミットフォードと婚約し、1929年1月30日に挙式した。ダイアナとの間にジョナサン(3代モイン男爵)とデズモンドの2男を儲けたが、ダイアナは1932年6月の誕生パーティーで第6代準男爵オズワルド・モズレーと知り合って彼と恋に落ち、1934年にブライアンと離婚している。独り身となったブライアンは1936年にエリザベス・ネルソンと再婚した
第二次世界大戦中は中東やフランスに出征した。1944年11月に第2代モイン男爵位を継承し、貴族院議員に列した。
1947年から1979年にかけてギネスの副会長(vice-chairman)を務めた。
1992年7月6日に死去した。爵位は長男のジョナサンが継承した。

## 人物
乗馬好きだった。
食事中の会話で話を強調する時にスプーンを振り回す癖があったという。

## 栄典

### 爵位
1944年11月6日に父ウォルター・ギネスの死により以下の爵位を継承した。
- サフォーク州におけるベリー・セント・エドマンズの第2代モイン男爵 (2nd Baron Moyne, of Bury St Edmunds in the County of Suffolk)
(1932年1月21日の勅許状による連合王国貴族爵位)

## 家族
1929年1月30日に第2代リーズデイル男爵デイヴィッド・フリーマン＝ミットフォードの娘ミットフォード姉妹の一人として知られるダイアナ・ミットフォード(Diana Freeman-Mitford, 1910-2003)と最初の結婚をした。ダイアナとの間に以下の2男を儲けた。
- 第1子(長男)ジョナサン・ブライアン・ギネス（英語版） (Jonathan Bryan Guinness, 1930-) 第3代モイン男爵を継承
- 第2子(次男)デズモンド・ウォルター・ギネス（英語版） (Desmond Walter Guinness, 1931-2020) 作家

1934年にダイアナと離婚した（この後ダイアナはイギリスファシスト連合の指導者として知られる政治家第6代準男爵サー・オズワルド・モズレーと再婚）。1936年9月21日に陸軍軍人トマス・アーサー・ネルソン大尉の娘エリザベス・ネルソン(Elisabeth Nelson, 1912-1999)と再婚。彼女との間に以下の9子を儲けた
- 第3子(長女)ロザリーン・エリザベス・ギネス (Rosaleen Elisabeth Guinness, 1937-)
- 第4子(三男)ダーマッド・エドワード・ギネス (Diarmid Edward Guinness, 1938-1977)
- 第5子(次女)フィオナ・イヴリン・ギネス (Fiona Evelyn Guinness, 1940-)
- 第6子(四男)フィン・ベンジャミン・ギネス (Finn Benjamin Guinness, 1945-)
- 第7子(三女)タマシン・マーガレット・ギネス (Thomasin Margaret Guinness, 1947-)
- 第8子(五男)キーラン・アーサー・ギネス (Kieran Arthur Guinness, 1949-)
- 第9子(四女)カトリオーナ・ローズ・ギネス (Catriona Rose Guinness, 1950-)
- 第10子(六男)アースキン・ステュアート・リチャード・ギネス (Erskine Stuart Richard Guinness, 1953-)
- 第11子(五女)ミラベル・ジェーン・ギネス (Mirabel Jane Guinness, 1956-)